# ويليام هربرت إليوت
ويليام هربرت إليوت هو سياسي كندي، ولد في 20 يوليو 1872 في كندا. حزبياً، نشط في حزب أونتاريو المحافظ التقدمي.